# Gruisbeek

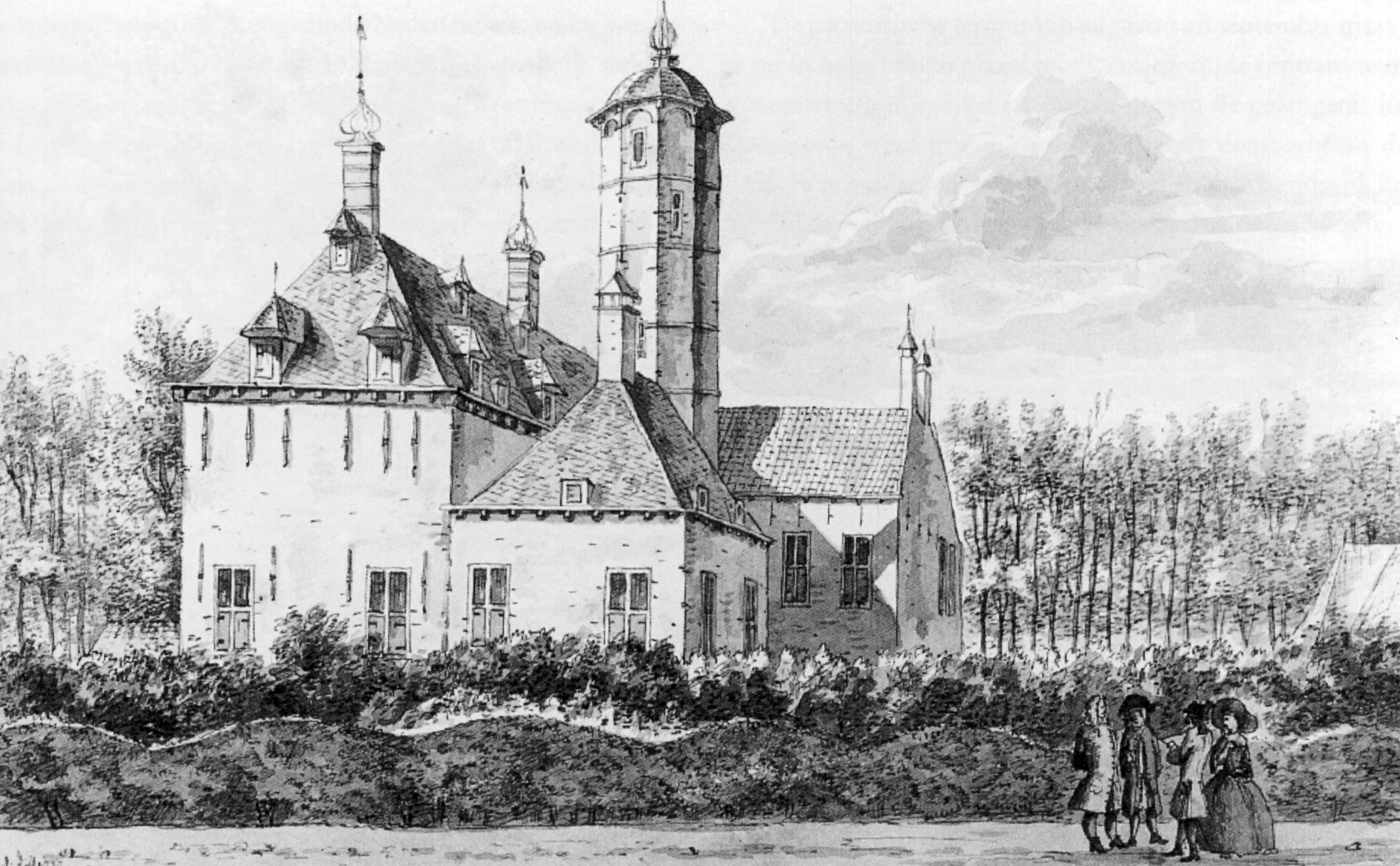
Buitenplaats Gruisbeek

De buitenplaats Gruisbeek in Rijswijk werd in de 17e eeuw gebouwd op een stuk grond waar een hofstede stond, die in de 14e eeuw aan Claas de Blote had toebehoord. In 1480 verpachtte Johan van Wassenaer, burggraaf van Leiden, het recht om zwanen te houden op diens landgoed aan Philips Ruychrock van de Werve. Het land wordt dan nog niet Gruisbeek genoemd. Die naam wordt pas in 1679 genoemd toen Cornelis van Dam, heer van Vryenhoeve, dit recht kreeg. Gruisbeek was een kasteelachtig gebouw met een achtkantige toren. In de tweede helft van de 18e eeuw werd het gebouw weer gesloopt en werd de grond toegevoegd aan Den Burch.